# 杉崎和哉
杉崎 和哉（すぎさき かずや）は、日本の男性声優。主にアダルトゲームに声をあてている。

## 出演

### OVA
2000年
- 恋図 〜ふたりの距離〜 （田中久志）

2002年
- 清純看護学院 新人ナース“祐未”恥虐の看護実習（工藤孝之[1][2][3]）
- 奴隷市場 SLAVE III 〜Myia〜（ルールアバ[4]）

2003年
- 陰陽師〜妖艶絵巻〜（ピエール[5]）

2004年
- 冤罪 （デューラ）

1. 〜 ギルディアスの陰謀[6]
2. 〜 自由と解放を求めて[7]

### ゲーム
2002年
- 冤罪 eine falsche Beschuldi-gung（デューラ[8]）
- サイレントムーン 〜silent moon〜（風見早太）
- フリューゲル 〜約束の青空の下へ〜（リック・エーナルト[9]）

2003年
- 落ち葉の舞う頃（ヴァルス=カルナス）
- それが僕等の恋愛生活 / それが僕等の恋愛生活〜温泉に行こう〜（山内伸吾）

2004年
- 星の王女3 〜天・地・人の創世記〜（イツナ[10]）
- 真説 猟奇の檻（坂東隼人）

2005年
- あやかしびと（光念輝義[11]）
- えろぼーん（ダバダ[12]）
- Angel's Feather（降谷幸彦）

1. - 黒の残影[13]
2. - 琥珀の瞳

- 絶対服従命令（アシュラフ・アリー・イブラヒーム[14]）
- 咎狗の血（グンジ[15]）
- 刃鳴散らす（渡四郎兵[16]）
- ユメミルクスリ（椿弘文[17]）

2006年
- Under The Moon（レニ[18]）
- petit fleur -丘を渡るクリスタルの風-（タク[19]）
- ななついろ★ドロップス（如月ナツメ[20]）
- あやかしびと -幻妖異聞録-（光念輝義）
- マブラヴ オルタネイティヴ（斯衛部隊指揮官）

2007年
- 潮風の消える海に（東上浩介[21]）
- Bullet Butlers（ベイル・ハウター）
- E×E（加茂寿士[22]）
- Under the Moon つきいろ絵本（レニ[23]）
- Dies irae -Also sprach Zarathustra-（ヴィルヘルム・エーレンブルグ）

2008年
- クロノベルト（光念輝義、ベイル・ハウター）
- マブラヴ オルタネイティブ Chronicles（斯衛部隊指揮官）

2009年
- あやかしびと -幻妖異聞録- PORTABLE（光念輝義[24]）
- 君の中のパラディアーム（ヴァンヴェール）
- BALDRSKY Dive1 "LostMemory"（ジルベルト[25]）
- きっと、澄みわたる朝色よりも、（半宣雄[26]）
- Dies irae Also sprach Zarathustra -die Wiederkunft-（ヴィルヘルム・エーレンブルグ）
- メカミミ（黒田宏典[27]）
- 装甲悪鬼村正（今川雷蝶）
- BALDRSKY Dive2 "RECORDARE"（ジルベルト[25]）
- Dies irae 〜Acta est Fabula〜（ヴィルヘルム・エーレンブルグ[28]）

2010年
- マブラヴラジオ ADV（斯衛部隊指揮官）

2011年
- 穢翼のユースティア（ラング・スクロープ[29]）
- 赤ずきんと迷いの森（狼さん[30]）
- 恋ではなく―― It's not love, but so where near.（林亮輔[31]）
- 神咒神威神楽（凶月刑士郎[32]）

### ドラマCD
2001年
- 君が望む永遠 Dramatheater vol.1 〜 vol.4（鳴海孝之） ※ vol.3、4は2002年

2002年
- D.C. 〜ダ・カーポ〜（朝倉純一）

2003年
- 冤罪 ドラマティックCDコレクション（デューラ）

2005年
- それが僕等の恋愛生活 ドラマCD（山内伸吾）

1. Little Waltz
2. らぶこめ

- 咎狗の血（グンジ）

1. Image drama CD vol.1[33]
2. Image drama CD vol.2[34]
3. ANOTHER STORY 〜RIN

2006年
- 絶対服従命令 ドラマCD vol.4 タンザナイト（アリー[35]）

2007年
- Under the Moon（レニ）

1. 「あの月の下で[36]」
2. 羊でおやすみシリーズ Under the Moon ver.「月の下でおやすみ[37]」

2008年
- Under the Moon 「Love Letters」（レニ[38]）
- Dies irae -Also sprach Zarathustra-　｢Die Morgendammerung｣（ヴィルヘルム・エーレンブルグ[39]）

2009年
- 君の中のパラディアーム ドラマCD 火の章（ヴァンヴェール）
- 君の中のパラディアーム ドラマCD 水の章（ヴァンヴェール）

2010年
- Dies irae -Also sprach Zarathustra- 「Dies irae Verfaulen segen」（ヴィルヘルム・エーレンブルグ[40]）

2012年
- 赤ずきんと迷いの森 ドラマCD～Someting else～（狼さん[41]）
- はつゆきさくら ドラマCD第1巻 ～ゴーストトラベル～（河野初雪）
- はつゆきさくら ドラマCD第2巻 ～ゴーストウォー～（河野初雪）

2014年
- 大好きな彼とHして腕まくらでピロートークされちゃうシリーズ　仲良し彼氏と映画デートの帰りに編（五十嵐隼人[42]）

2016年
- 大好きな彼とHして腕まくらでピロートークされちゃうシリーズ　仲良し彼氏と誕生日に編（五十嵐隼人[43]）
- 吸血姫ナイトパレード　第一候補：陽気な花婿アシュリー（アシュリー・マーレイ[44]）

2017年
- 禁断情事　妻帯者と私（堀井泰之[45]）

## 楽曲
- UNDER THE MOON[46]

2006年1月26日 / SY-S022 / L.Field
PCゲーム『Under The Moon』オープニング主題歌
- DELICIOUS TEMPTATION[47]

2011年5月25日 / FVCG-1155 / 5pb.
PCゲーム『赤ずきんと迷いの森』OP＆EDテーマ「DELICIOUS TEMPTATION」／「Feeling of Freedom」

### キャラクターソング
- 山内伸吾（PCゲーム『それが僕等の恋愛生活』より）

「Is this love?」
収録：それが僕等の恋愛生活 〜ボーカルコレクション〜 Love Songs 2005年7月29日 / RIO-004

### 未CD化
- 愛のGUSH!

PCゲーム『えろぼーん』主題歌